# تافاري موور
تافاري موور (بالإنجليزية: Tafari Moore)‏ (5 يوليو 1997 في المملكة المتحدة - ) هو لاعب كرة قدم بريطاني في مركز الظهير. لعب مع نادي أرسنال ونادي أوترخت ونادي بليموث أرجايل وويكمب وندررز.

## وصلات خارجية
- تافاري موور على موقع الاتحاد الأوربي (الإنجليزية)
- تافاري موور على موقع قاعدة بيانات كرة القدم.إي يو (الإنجليزية)
- تافاري موور على موقع Soccerway.com (الإنجليزية)